# Mariene provincie Zuidoostelijk Australische Plat
De Mariene provincie Zuidoostelijk Australische Plat (56) (Engels: Southeast Australian Shelf marine province) is een biogeografische provincie en ligt in de overgang van de Grote Oceaan naar de Indische Oceaan in het Marien rijk Gematigd Australazië. De mariene provincie is vastgesteld door het World Wide Fund for Nature en The Nature Conservancy en is vernoemd naar het continentaal plat van zuidoostelijk Australië.
In het noordoosten grenst het gebied aan de mariene provincie Oost-Centraal Australisch Plat (55) en in het noordwesten aan de mariene provincie Zuidwestelijk Australische Plat (57).

## Geografie
De mariene provincie ligt voor de zuidoostkust van Australië, inclusief de kust rond Tasmanië.

## Biogeografie
Het gebied kent zeeleven dat houdt van gematigde temperaturen.

## Mariene ecoregio's
Deze mariene provincie bestaat uit 3 mariene ecoregio's:
- Mariene ecoregio Cape Howe (204)
- Mariene ecoregio Straat Bass (205)
- Mariene ecoregio Westelijk Straat Bass (206)